# 正親町三条実興
正親町三条 実興（おおぎまちさんじょう さねおき）は、室町時代後期の公卿。権大納言・正親町三条公治の子。官位は正四位上・参議。後花園天皇（102代）・後土御門天皇（103代）の二帝に亘り仕えた。

## 経歴
長禄2年（1458年）叙爵し、以降累進して侍従・右近衛権少将・下野権介・右近衛中将・蔵人頭を経て、文明12年（1480年）に参議となり公卿に列したが、翌文明13年（1481年）に薨去。享年25。

## 系譜
- 父：正親町三条公治（1441-1495）
- 母：不詳
- 妻：不詳
  - 男子：戸田実光?